# 오바나 다카오
오바나 다카오(일본어: 尾花 高夫, 1957년 8월 7일 ~ )는 일본의 전 프로 야구 선수이자 야구 지도자, 야구 해설가·평론가이다.

## 인물

### 선수 시절
와카야마현 이토군 출신으로 PL가쿠엔 고등학교를 졸업한 후 사회인 야구팀인 신일본제철 사카이를 거쳐 1978년 프로 야구 드래프트 회의에서 야쿠르트 스왈로스로부터 4순위 지명을 받아 입단, 선발 투수로서의 기용이 주요했지만 제구력이 뛰어났다는 평가를 받는 등 중간 계투로서 활약하는 일도 많았다.
1982년부터 1985년까지 4년 연속 두 자릿수 승리 기록을 세웠고 1982년 8월 4일의 한신 타이거스전과 8월 8일의 히로시마 도요 카프전에서는 두 경기 연속으로 연장전 완봉 승리라는 드문 기록을 달성했다.
팀내 간판 투수였던 마쓰오카 히로무의 은퇴 후에는 팀의 에이스로서 활약, 세키네 준조가 야쿠르트의 감독으로 취임한 2년째인 1988년에는 개막전 투수로서 요미우리 자이언츠와의 개막전에 선발 투수로 등판해 도쿄 돔에서의 프로 야구 정규 경기 승리 투수 제1호가 되었다. 1989년에는 통산 100승을 달성했고 1991년에 현역을 은퇴했다. 1992년 ~ 1994년에는 후지 TV와 닛폰 방송에서 야구 해설위원을 맡아 평론가로 활동했다.

### 지도자 시절

#### 코치 시절
1995년 ~ 1996년에는 야쿠르트 입단 당시의 감독이자 지바 롯데 마린스의 제너럴 매니저였던 히로오카 다쓰로에 요청으로 지바 롯데의 1군 투수 코치를 맡았다. 1997년 ~ 1998년에 현역 시절 친정팀인 야쿠르트 1군 투수 코치로 취임하면서 노무라 가쓰야 감독의 지휘 하에 다바타 가즈야, 히로타 히로아키 등 투수진을 조련시켜 ‘노무라 재생 공장의 현장 감독’이라는 평가를 받을 정도로 1997년의 리그 우승과 일본 시리즈 우승 달성에 기여를 했다.
1999년부터는 그 실적을 오 사다하루 감독으로부터 높은 평가를 받아 후쿠오카 다이에 호크스의 1군 투수 코치로 취임해 스기우치 도시야, 와다 쓰요시, 아라카키 나기사 등의 투수진을 지도하면서 7년간 팀을 다섯 차례의 시즌 1위, 세 차례의 리그 우승, 두 차례의 일본 시리즈 우승을 이끌었다.
2006년 ~ 2009년까지 요미우리 자이언츠의 투수 코치를 맡아 중간 계투나 투수진 운영 등 투수 부문의 책임자로 활동했다. 취임 1년째인 2006년에는 4.80의 팀 평균자책점(당시는 리그 최하위 성적)을 3.65로 개선하는 것에 성공했을 뿐만 아니라 2009년에는 구단으로서 19년만이 되는 팀 평균자책점을 2점대(2.94)로 도약, 2007년 ~ 2009년에 리그 3연패를 이끌었다. 투수 종합 코치로 부임한 이후에는 2군 투수 코치였던 고타니 다다카쓰와 함께 우쓰미 데쓰야, 야마구치 데쓰야, 오치 다이스케, 도노 슌 등을 전력으로 기용하는 등의 지도를 했다.

#### 요코하마 감독 시절
투수 코치로서 야쿠르트, 다이에, 요미우리에서 통산 리그 우승 7회, 일본 시리즈 4회 우승을 이끈 실적이 평가되어 요코하마 베이스타스로부터 감독을 맡아달라는 요청을 받았다. 다음 시즌까지 요미우리와의 코치 계약이 남아 있었지만 요코하마와 요미우리 구단간의 교섭을 거친 후 2009년 11월 11일부로 요코하마 베이스타스의 감독으로 정식 부임되었다. 3년 계약을 맺으면서 PL가쿠엔 고등학교의 출신자로서는 처음으로 일본 프로 야구단의 감독이 되었다.
그러나 감독 1년차인 2010년에는 1955년 이후 창단 55년 만에 95패를 기록하면서 리그 우승한 주니치 드래건스와의 32경기차, 5위인 히로시마 도요 카프와의 10경기 반 차이로 월등의 최하위로 처지면서 팀 평균자책점은 12구단 중의 최하위, 팀 타율은 2년 연속 12개 구단 가운데 최하위로 머무는 등 극심한 침체를 겪기도 했다.
이듬해 2011년 시즌은 팀의 4년 연속 90패라는 불명예 기록은 면했지만 5위 히로시마와의 11.5경기차로 벌어지면서 또 다시 최하위로 떨어졌다. 팀 평균자책점은 2년 연속 12개 구단 가운데 최하위를 기록, 팀 타율과 득점은 11위로 투수와 타자 양쪽 모두 부진했다. 시즌 종료 후 다른 1군 코치진들과 함께 동반 사퇴하면서 사실상 해임되었고 11월 22일에 구단으로부터 해임 통보를 받았다.

#### 요미우리 코치로 복귀
2013년부터 요미우리의 2군 투수 종합 코치로 발탁되면서 3년 만에 요미우리로 복귀했다.

## 상세 정보

### 출신 학교
- PL가쿠엔 고등학교

### 선수 경력
사회인 시대
- 신일본제철 사카이

프로팀 경력
- 야쿠르트 스왈로스(1978년 ~ 1991년)

### 지도자·기타 경력
지도자
- 지바 롯데 마린스 1군 투수 코치(1995년 ~ 1996년)
- 야쿠르트 스왈로스 1군 투수 코치(1997년 ~ 1998년)
- 후쿠오카 다이에 호크스·후쿠오카 소프트뱅크 호크스 1군 투수 코치(1999년 ~ 2005년)
- 요미우리 자이언츠 1군 투수 수석 코치(2006년 ~ 2009년)
- 요코하마 베이스타스 감독(2010년 ~ 2011년)
- 요미우리 자이언츠 2군 투수 종합 코치(2013년 ~ 2015년)
- 요미우리 자이언츠 1군 투수 코치(2016년 ~ 2017년)
- 도쿄 야쿠르트 스왈로스 2군 투수 코치(2022년 ~ 2023년)

해설자
- 후지 TV 야구 해설자(1992년 ~ 1994년)
- 닛폰 방송 해설자(1992년 ~ 1993년)

### 수상·타이틀 경력
- 월간 MVP : 1회(1984년 9월)

### 개인 기록
- 올스타전 출장 : 3회(1982년, 1985년, 1988년)
- 2203이닝 연속 밀어내기 볼넷 없음

### 등번호
- 32(1978년 ~ 1991년)
- 84(1995년 ~ 1996년)
- 74(1997년 ~ 1998년)
- 87(1999년 ~ 2011년, 2013년 ~ 2017년)
- 77(2022년 ~ 2023년)

### 연도별 투수 성적
| 연 도       | 소 속       | 등 판 | 선 발 | 완 투 | 완 봉 | 무 4 구 | 승 리 | 패 전 | 세 이 브 | 홀 드 | 승 률 | 타 자 | 이 닝  | 피 안 타 | 피 홈 런 | 볼 넷 | 고 4 | 몸 맞 | 탈 삼 진 | 폭 투 | 보 크 | 실 점 | 자 책 점 | 평 자 책 | W H I P |
| ----------- | ----------- | ----- | ----- | ----- | ----- | ------- | ----- | ----- | -------- | ----- | ----- | ----- | ------ | -------- | -------- | ----- | ---- | ----- | -------- | ----- | ----- | ----- | -------- | -------- | ------- |
| 1978년      | 야쿠르트    | 7     | 1     | 0     | 0     | 0       | 1     | 0     | 0        | --    | 1.000 | 58    | 13.1   | 15       | 3        | 4     | 0    | 1     | 6        | 0     | 0     | 6     | 6        | 4.15     | 1.43    |
| 1979년      | 야쿠르트    | 36    | 22    | 2     | 1     | 0       | 4     | 9     | 0        | --    | .308  | 615   | 137.0  | 163      | 15       | 49    | 4    | 7     | 75       | 1     | 0     | 84    | 75       | 4.93     | 1.55    |
| 1980년      | 야쿠르트    | 34    | 26    | 10    | 0     | 0       | 8     | 13    | 1        | --    | .381  | 857   | 209.1  | 182      | 20       | 70    | 2    | 2     | 123      | 3     | 0     | 91    | 70       | 3.01     | 1.20    |
| 1981년      | 야쿠르트    | 30    | 19    | 4     | 1     | 0       | 6     | 6     | 0        | --    | .500  | 532   | 125.2  | 135      | 18       | 34    | 2    | 4     | 84       | 2     | 0     | 65    | 59       | 4.21     | 1.34    |
| 1982년      | 야쿠르트    | 42    | 32    | 14    | 2     | 6       | 12    | 16    | 4        | --    | .429  | 996   | 246.0  | 226      | 21       | 45    | 4    | 6     | 154      | 2     | 0     | 84    | 71       | 2.60     | 1.10    |
| 1983년      | 야쿠르트    | 41    | 16    | 4     | 0     | 1       | 11    | 10    | 6        | --    | .524  | 712   | 165.0  | 193      | 19       | 44    | 9    | 2     | 88       | 1     | 0     | 93    | 86       | 4.69     | 1.44    |
| 1984년      | 야쿠르트    | 45    | 20    | 8     | 1     | 2       | 14    | 8     | 7        | --    | .636  | 723   | 175.0  | 172      | 27       | 47    | 9    | 3     | 106      | 6     | 0     | 70    | 67       | 3.45     | 1.25    |
| 1985년      | 야쿠르트    | 40    | 25    | 10    | 1     | 1       | 11    | 8     | 7        | --    | .579  | 893   | 205.0  | 229      | 23       | 57    | 3    | 12    | 107      | 4     | 1     | 108   | 100      | 4.39     | 1.40    |
| 1986년      | 야쿠르트    | 34    | 27    | 9     | 1     | 3       | 9     | 17    | 1        | --    | .346  | 878   | 201.1  | 241      | 22       | 39    | 7    | 8     | 86       | 4     | 0     | 105   | 95       | 4.25     | 1.39    |
| 1987년      | 야쿠르트    | 33    | 29    | 9     | 2     | 2       | 11    | 15    | 3        | --    | .423  | 869   | 206.2  | 227      | 24       | 37    | 7    | 5     | 145      | 4     | 0     | 111   | 91       | 3.96     | 1.28    |
| 1988년      | 야쿠르트    | 31    | 31    | 10    | 3     | 4       | 9     | 16    | 0        | --    | .360  | 949   | 232.0  | 242      | 17       | 42    | 5    | 1     | 125      | 2     | 0     | 81    | 74       | 2.87     | 1.22    |
| 1989년      | 야쿠르트    | 27    | 25    | 8     | 0     | 1       | 11    | 8     | 0        | --    | .579  | 738   | 167.2  | 225      | 21       | 35    | 1    | 2     | 77       | 4     | 0     | 91    | 82       | 4.40     | 1.55    |
| 1990년      | 야쿠르트    | 4     | 4     | 0     | 0     | 0       | 0     | 1     | 0        | --    | .000  | 100   | 21.2   | 29       | 2        | 6     | 1    | 2     | 9        | 0     | 0     | 17    | 12       | 4.98     | 1.62    |
| 1991년      | 야쿠르트    | 21    | 14    | 3     | 0     | 1       | 5     | 8     | 0        | --    | .385  | 416   | 97.1   | 109      | 10       | 19    | 2    | 3     | 40       | 4     | 0     | 55    | 47       | 4.35     | 1.32    |
| 통산 : 14년 | 통산 : 14년 | 425   | 291   | 91    | 12    | 21      | 112   | 135   | 29       | --    | .453  | 9336  | 2203.0 | 2388     | 242      | 528   | 56   | 58    | 1225     | 37    | 1     | 1061  | 935      | 3.82     | 1.32    |

- 굵은 글씨는 시즌 최고 성적.

### 감독으로서의 팀 성적
| 연도       | 소속       | 순위       | 경기 | 승리 | 패전 | 무승부 | 승률 | 승차          | 팀 홈런       | 팀 타율       | 팀 평균자책점 | 연령          |
| ---------- | ---------- | ---------- | ---- | ---- | ---- | ------ | ---- | ------------- | ------------- | ------------- | ------------- | ------------- |
| 2010년     | 요코하마   | 6위        | 144  | 48   | 95   | 1      | .336 | 32.0          | 117           | 255           | 4.88          | 53세          |
| 2011년     | 요코하마   | 6위        | 144  | 47   | 86   | 11     | .353 | 27.5          | 76            | 239           | 3.87          | 54세          |
| 통산 : 2년 | 통산 : 2년 | 통산 : 2년 | 288  | 95   | 181  | 12     | .345 | B클래스 : 2회 | B클래스 : 2회 | B클래스 : 2회 | B클래스 : 2회 | B클래스 : 2회 |